# Puig Galatzó
Puig Galatzó är ett berg i Spanien.   Det ligger i regionen Balearerna, i den östra delen av landet, 500 km öster om huvudstaden Madrid. Toppen på Puig Galatzó är 999 meter över havet, eller 670 meter över den omgivande terrängen. Bredden vid basen är 19,2 km. Puig Galatzó ligger på ön Mallorca.
Terrängen runt Puig Galatzó är kuperad. Havet är nära Puig Galatzó åt nordväst. Runt Puig Galatzó är det tätbefolkat, med 319 invånare per kvadratkilometer. Närmaste större samhälle är Palma de Mallorca, 15,7 km sydost om Puig Galatzó. 